# Conospermum leianthum
Conospermum leianthum är en tvåhjärtbladig växtart. Conospermum leianthum ingår i släktet Conospermum och familjen Proteaceae.

## Underarter
Arten delas in i följande underarter:
- C. l. leianthum
- C. l. orientale